# Cynanchum tuberculatum
Cynanchum tuberculatum är en oleanderväxtart som först beskrevs av Bi., och fick sitt nu gällande namn av Jacob Gijsbert Boerlage. Cynanchum tuberculatum ingår i släktet Cynanchum och familjen oleanderväxter. Inga underarter finns listade i Catalogue of Life.